# Love Rollercoaster
Love Rollercoaster è un singolo del gruppo musicale statunitense Ohio Players, pubblicata nel 1975 come estratto dall'album Honey.

## Storia
Love Rollecoaster ebbe successo già prima della sua pubblicazione come singolo. Arrivò al numero uno delle classifiche R&B e pop (Billboard Hot 100), ed è ancora molto trasmessa sulle radio dedicate alla black music classica. Il testo usa l'ottovolante, attrazione tipica in un parco di divertimento, come metafora delle "salite e discese" delle relazioni sentimentali. Oggi è nota per il suo suono influente e distintivo.

### Leggenda metropolitana
La canzone è protagonista di una leggenda metropolitana. In una sezione strumentale posta all'incirca a metà del brano è possibile udire un urlo ad alta intonazione: secondo la leggenda, si tratterebbe di un autentico grido di terrore, lanciato dalla vittima di un assassinio o di una violenza. Esistono numerose varianti della leggenda: secondo alcune di esse, il delitto sarebbe avvenuto molto tempo prima della registrazione del brano, e il grido, registrato in modalità misteriose (quando non paranormali), sarebbe stato campionato per la canzone; secondo altre, a emetterlo sarebbe stata una donna assassinata a poca distanza dallo studio di registrazione, e sarebbe stato registrato per sbaglio dal gruppo.
La versione più diffusa vuole che a emettere l'urlo sia stata la modella Ester Cordet, che posò seminuda sulla copertina di Honey, la quale avrebbe sofferto gravissime lesioni cutanee a causa della sostanza spalmatale addosso per imitare il miele nello scatto: l'urlo sarebbe quindi dovuto al terribile dolore da lei provato, o addirittura a una coltellata che l'avrebbe uccisa quando lei minacciò di denunciare gli Ohio Players. Tutte queste versioni sono comunque state smentite dal gruppo, il quale ha specificato più volte che a emettere l'urlo sia stato il tastierista Billy Beck.
La fama di questa leggenda ha fatto sì che Love Rollercoaster sia stata usata anche nella colonna sonora del film Urban Legend, nel quale si fa riferimento al mito sull'urlo nel brano. La canzone è anche stata usata nella colonna sonora dei film Final Destination 3 e After the Sunset,nel programma Nickelodeon The Adventures of Pete & Pete e nel videogame Grand Theft Auto: San Andreas.

## Tracce
7" 1975 (Australia, Canada, Germania, Giappone, Scandinavia, USA)
1. Love Rollercoaster – 2:52 (Billy Beck, Clarence Satchell, James Williams, Leroy Bonner, Marshall Jones, Marvin Pierce, Ralph Middlebrooks)
2. It's All Over – 4:15 (Billy Beck, Clarence Satchell, James Williams, Leroy Bonner, Marshall Jones, Marvin Pierce, Ralph Middlebrooks)

Durata totale: 7:07
7" 1975 (Grecia, Messico, Perù)
1. Love Rollercoaster
2. Sweet Sticky Thing

12" 1975 (USA)
1. Love Rollercoaster – 4:48
2. Sweet Sticky Thing – 6:12

Durata totale: 11:00
7" (USA), in vinile colorato
1. Love Rollercoaster – 2:52
2. Who'd She Coo? – 3:18

Durata totale: 6:10
7" (Filippine)
1. Love Rollercoaster
2. Honey

7" promo 1975 (USA)
1. Love Rollercoaster – 2:52
2. Love Rollercoaster – 2:52

Durata totale: 5:44
7" promo 1975 (Regno Unito)
1. Love Rollercoaster
2. Alone

## Formazione
- William Beck (tastiere, voce)
- Leroy Bonner (chitarre, voce)
- Marshall Jones (basso, voce)
- Ralph Middlebrooks (tromba, trombone, voce)
- Marvin Pierce (tromba, fiati, voce)
- Clarence Satchell (sassofoni, voce)
- James Williams (percussioni, voce)

## Classifiche
| Chart (1975–1976)               | Peak position |
| ------------------------------- | ------------- |
| Canada Top Singles (RPM)        | 2             |
| US Billboard Hot 100            | 1             |
| US Hot Soul Singles (Billboard) | 1             |

## Cover
- Nel 1996 i Red Hot Chili Peppers ne hanno realizzata una cover, pubblicata nel singolo omonimo, per la colonna sonora del film Beavis & Butt-Head alla conquista dell'America.
- Nel 2013 ne è stata realizzata una cover da Robert Randolph & The Family Band.